# 168. Infanterie-Division (Wehrmacht)
Die 168. Infanterie-Division war ein Großverband des Heeres der deutschen Wehrmacht im Zweiten Weltkrieg.

## Geschichte
Einsatzräume:
- Deutschland: Dezember 1939 bis Juni 1940
- Generalgouvernement: Juli 1940 bis Juni 1941
- Ostfront, Südabschnitt: Juli 1941 bis Dezember 1944
- Ostfront, Zentralabschnitt: Januar bis Mai 1945

### Aufstellung
Die 168. Infanterie-Division wurde ab 1. Dezember 1939 in Görlitz im Wehrkreis VIII im Rahmen der 7. Aufstellungswelle neu aufgestellt. Im Januar 1940 erhielt sie die Feldersatz-Bataillone 8, 18 und 45 zugeteilt und erreichte damit ihre volle Sollstärke. Im Mai und Juni 1940 diente sie als OKH-Reserve in ihrem Heimatstandort Görlitz. 

### Westfeldzug
Erst nach dem Westfeldzug wurden in Frankreich genügend Waffen und Ausrüstung erbeutet, so dass die Division mit Artillerie, Fahrzeugen und zahlreichen anderen Waffen aus Beutebeständen voll ausgestattet werden konnte. 

### Besatzungstruppe Polen
Vom Juli 1940 an lag die 168. Infanterie-Division als Besatzungstruppe im Generalgouvernement und vervollständigte dort ihre Ausbildung.

### Unternehmen Barbarossa
An der Ostfront wurde sie der Heeresgruppe Süd unterstellt und kämpfte im Verband der 6. Armee bis Juli 1942 bei Shitomir, Kiew, Romny, Bjelgorod und Charkow. Ab August 1942 (vgl.: Fall Blau) gehörte sie zur 2. Armee und wurde bei Woronesch und im großen Donbogen eingesetzt. Die verlustreichen Rückzugskämpfe im Winter 1942/43 erlebte die 168. Infanterie-Division im Rahmen der 2. ungarischen Armee, bis sie der neu gebildeten Armeeabteilung Kempf unterstellt wurde, die den Raum Charkow/Bjelgorod verteidigte.

### Panther-Stellung
Am 22. August 1943 in 8. Armee umbenannt, zog sich dieser Großverband im September 1943 auf den Dnjepr zurück, der als „Ostwall“ dauerhaft verteidigt werden sollte.

### Auffrischung mit der 223. ID
Am 2. November 1943 wurde die Division nach schweren Verlusten, mit der 223. Infanterie-Division zusammengelegt und als „Division neuer Art 44“ neu gebildet. Nunmehr unterstand die 168. Infanterie-Division der 4., ab März 1944 der 1. Panzerarmee und kämpfte bei Kiew, Shitomir, Winniza und Kamenez-Podolsk.
Sie gehörte auch weiterhin zur 1. Panzerarmee und zog sich bis August 1944 auf die Karpaten zurück, wo sie, zuletzt nur noch als „Kampfgruppe“ geführt, ihre Stellungen erfolgreich verteidigte.

### Divisionskampfgruppe 168
Anfang Januar 1945 erfolgte ihre Verlegung an den Baranow-Brückenkopf an der Weichsel. Dort wurde die Division während der sowjetischen Großoffensive ab dem 12. Januar 1945 nahezu vollständig vernichtet.

### Neuaufstellung 1945
Die Division wurde danach in Schlesien neu aufgestellt. Sie kämpfte dann unter Führung der 1. Panzerarmee, zuletzt der 17. Armee in Schlesien bis zur Kapitulation am 8. Mai 1945. 

### Kapitulation
Bei Glatz kapitulierten die letzten Einheiten und gerieten in sowjetische Kriegsgefangenschaft.

## Personen
| Dienstzeit                             | Dienstgrad                   | Name                      |
| -------------------------------------- | ---------------------------- | ------------------------- |
| 1. Dezember 1939 bis 11. Januar 1940   | Generalmajor                 | Wolf Boysen               |
| 11. Januar 1940 bis 8. Juli 1941       | Generalleutnant              | Hans Mundt                |
| 8. Juli 1941 bis 9. März 1943          | Generalmajor/Generalleutnant | Dietrich Kraiss           |
| 9. März bis 1. Dezember 1943           | Oberst/Generalmajor          | Walter Chales de Beaulieu |
| 1. Dezember 1943 bis 8. September 1944 | Generalmajor/Generalleutnant | Werner Schmidt-Hammer     |
| 8. September bis 12. Dezember 1944     | Oberst                       | Carl Anders               |
| 12. Dezember 1944 bis 6. Januar 1945   | Generalleutnant              | Werner Schmidt-Hammer     |
| 6. Januar 1945 bis 19. Februar 1945    | Oberst                       | Maximilian Roßkopf        |
| 19. Februar 1945 bis 8. Mai 1945       | Generalleutnant              | Werner Schmidt-Hammer     |

## Gliederung
| 1939                             | 1940                       | 1943                             |
| -------------------------------- | -------------------------- | -------------------------------- |
| Infanterie-Regiment 417          | Infanterie-Regiment 417    | Grenadier-Regiment 417           |
| Infanterie-Regiment 429          | Infanterie-Regiment 429    | Divisionsgruppe 223              |
| –                                | Infanterie-Regiment 442    | Grenadier-Regiment 442           |
| –                                | Radfahr-Schwadron 248      | Divisions-Füsilier-Bataillon 168 |
| –                                | –                          | Feldersatz-Bataillon 248         |
| leichte Artillerie-Abteilung 248 | Artillerie-Regiment 248    | Artillerie-Regiment 248          |
| –                                | Panzerabwehr-Abteilung 248 | Panzerjäger-Abteilung 248        |
| –                                | Pionier-Bataillon 248      | Pionier-Bataillon 248            |
| –                                | Nachrichten-Abteilung 248  | Nachrichten-Abteilung 248        |
| –                                | Versorgungseinheiten 248   | Versorgungseinheiten 248         |